# Dinozaureli
Dinozaureli (ros. Динозаврик) – radziecki krótkometrażowy film animowany z 1982 roku w reżyserii Tatjany Żytkowskiej.

## Obsada (głosy)
- Wasilij Liwanow
- Wiera Kawalerowa
- Władimir Piczugin
- Gieorgij Siczkar
- Riegina Dombrowska

## Wersja polska
Wersja polska: Studio Opracowań Filmów w Warszawie

Reżyseria: Maria Piotrowska

Dialogi: Joanna Klimkiewicz

Dźwięk: Stanisław Uszyński

Montaż: Anna Szatkowska

Kierownictwo produkcji: Andrzej Staśkiel

Źródło: